# بالانجرو
بالانجرو (به ایتالیایی: Balangero) یک کومونه در ایتالیا است که در استان تورین واقع شده‌است.

## خصوصیات
بالانجرو ۱۲٫۹ کیلومترمربع مساحت و ۳٬۰۸۵ نفر جمعیت دارد و ۴۴۰ متر بالاتر از سطح دریا واقع شده‌است.